# Biskupi litomierzyccy
Biskupi litomierzyccy – biskupi diecezjalni, administratorzy apostolscy oraz biskupi pomocniczy diecezji litomierzyckiej.

## Biskupi

### Biskupi diecezjalni
| Lata urzędowania | Biskup | Biskup                                   | Uwagi                                            |
| ---------------- | ------ | ---------------------------------------- | ------------------------------------------------ |
| 1655–1675        |        | Maximilian Rudolf von Schleinitz         |                                                  |
| 1676–1709        |        | Jaroslaw Ignaz von Sternberg             |                                                  |
| 1710–1720        |        | Hugo Franz von Königsegg-Rothenfels      |                                                  |
| 1722–1733        |        | Johann Adam Wratislaw von Mitrowitz      |                                                  |
| 1733–1759        |        | Moritz Adolf Karl von Sachsen-Zeitz      |                                                  |
| 1760–1789        |        | Emmanuel Ernst von Waldstein             |                                                  |
| 1790–1801        |        | Ferdinand Kindermann von Schulstein      |                                                  |
| 1802–1815        |        | Wenzel Leopold Chlumčanský von Přestavlk | od 1815 arcybiskup praski                        |
| 1815–1823        |        | Josef Franz Hurdálek                     |                                                  |
| 1823–1832        |        | Vincenz Eduard Milde                     |                                                  |
| 1832–1865        |        | Augustin Bartolomäus Hille               |                                                  |
| 1866–1877        |        | Augustin Pavel Vahala                    |                                                  |
| 1879–1881        |        | Anton Ludwig Frind                       |                                                  |
| 1882–1909        |        | Emmanuel Johann Schöbel                  |                                                  |
| 1910–1931        |        | Josef Gross                              |                                                  |
| 1931–1947        |        | Anton Alois Weber                        |                                                  |
| 1947–1974        |        | Štěpán Trochta                           |                                                  |
| 1974–1989        |        | sediswakancja                            |                                                  |
| 1989–2003        |        | Josef Koukl                              |                                                  |
| 2003–2008        |        | Pavel Posád                              | od 2008 biskup pomocniczy czeskobudziejowicki    |
| 2004–2008        |        | Dominik Duka                             | administrator apostolski, biskup kralowohradecki |
| 2008–2023        |        | Jan Baxant                               |                                                  |
| od 2024          |        | Stanislav Přibyl                         |                                                  |

### Biskup pomocniczy
| Lata urzędowania | Biskup | Biskup       | Uwagi |
| ---------------- | ------ | ------------ | ----- |
| 1923-1929        |        | Antonín Čech |       |